# Errinundra River
Der Errinundra River ist ein Fluss im östlichen Gippsland im Osten des australischen Bundesstaates Victoria. Der Fluss entspringt unterhalb Cobb Hill in einer Höhe von 972 Meter und ist der rechte Quellfluss des Bemm River, in den er bei Boulder Flat mündet.
Auf seinem Weg durchquert er den östlichen Teil des Errinundra-Nationalparks und die Kleinstadt Errinundra. Sein größter Nebenfluss ist der Ada River.